# アスモ (卸売業)
株式会社アスモは、東京都新宿区に本社を置く日本の持株会社。もともとは大阪府大阪市住之江区に本社を置く、食肉の販売や給食サービスなどを展開する企業であり、これらを事業をグループ会社に分割した現在は、それら企業の経営管理を行っている。
かつては飲食店、居酒屋の運営も手掛けており、一時期堂島ホテルの運営も行っていた。

## 沿革
- 1975年4月 - 信和商事株式会社を設立。
- 1990年12月 - 株式会社シンワに社名変更。
- 2000年8月 - 大阪証券取引所2部に上場。
- 2006年8月 - 株式会社オックスを吸収合併し、シンワオックス株式会社に社名変更。
- 2006年10月 - 加ト吉に第三者割当増資を行い、加ト吉が親会社となる。
- 2008年11月 - 株式会社パーソンズ・ブリッジから給食事業を譲受。パーソンズ・ブリッジに株式62.77%が割り当てられ、加ト吉に代わって親会社となる。
- 2010年6月 - 外食・ホテル事業を会社分割し、堂島ホテル株式会社を新設。
- 2010年12月 - 堂島ホテル株式会社を売却。
- 2012年7月 - 株式会社アスモに社名変更。
- 2013年4月 - 持株会社体制に移行。会社分割により、卸売事業会社の株式会社アスモトレーディング、給食事業会社の株式会社アスモフードサービスを新設。